# Scuola di nudo (Sweerts)
La scuola di nudo (in olandese De tekenles, "La lezione di disegno") è un dipinto del pittore fiammingo Michiel Sweerts (1618-1664), conservato nel museo Frans Hals di Haarlem.

## Descrizione
Realizzato al ritorno dell'artista a Bruxelles, dopo un lungo soggiorno a Roma, il dipinto raffigura un atelier di disegno durante una lezione sul nudo accademico. Al suo ritorno Michiel Sweerts aprì una scuola di disegno nella quale la maggior parte degli studenti era composta da adolescenti destinati a diventare dei disegnatori di cartoni per gli arazzi. A Sweerts piaceva l'insegnamento del disegno. Nel 1656 fece pubblicare a Bruxelles una raccolta di incisioni che raffiguravano tutti i tipi di volti ad uso dei disegnatori apprendisti, intitolata Diversae facies in usum juvenum et aliorum delineatae per Michaelem Sweerts equit., pict., etc.
Questa tela dalle tonalità ocra e marroni, come suole nei quadri di Sweerts, raffigura una classe di studenti disegnatori che circondano a semicerchio un tavolo quadrato sul quale si trova un modello. La luce proviene da sinistra, dall'alto, e non colpisce il modello, bensì l'adolescente biondo seduto in primo piano, di profilo, ed è leggermente più attenuata nei compagni ai suoi fianchi. Così Sweerts si focalizza su questo ragazzo biondo, indubbiamente uno degli studenti preferiti della classe, dall'espressione pensierosa, ma che sembra pensare a qualcosa di diverso che copiare il modello. Invece, alla sua destra, un altro studente dai capelli marroni, leggermente di schiena, è piegato sul proprio foglio, assorto nel suo lavoro. Ha la stessa posa e la stessa magrezza di uno dei Soldati che giocano ai dadi, un quadro conservato al museo Thyssen-Bornemisza e realizzato a Roma l'anno precedente.
A destra due personaggi si trovano in piedi: il maestro di spalle e dietro di lui un personaggio dagli abiti neri. Il maestro indossa un mantello di velluto cremisi la cui tonalità richiama quello poggiato sullo sgabello dello studente seduto a sinistra dell'adolescente biondo in primo piano. Queste sono le due macchie di colore del quadro che sostengono la diagonale della luce e creano una linea di fuga sulla destra, verso la porta aperta sullo sfondo. Dei tocchi di bianco scandiscono questa linea di fuga, dal foglio di carta a sinistra dato a un altro studente fino ai riflessi nell'incarnato degli alunni in primo piano, fino al berretto di lino bianco del maestro. Costui tiene nella mano sinistra una bacchetta che punta verso il modello, ma sembra rivolgersi al suo interlocutore vestito di nero, come se questi stesse facendo una visita. Questo visitatore importante richiama un po' un autoritratto dell'artista, oggi conservato all'Allen Memorial Art Museum, nel quale egli indossa un abito simile. Sembra che sia Michiel Sweerts colui al quale il maestro spiega un punto riguardante il modello, il quale, peraltro, guarda il visitatore in nero.
Sweerts dava una grande importanza allo studio del nudo accademico. Un'altra tela, conservata al Rijksmuseum e realizzata a Roma negli anni 1650, lo ritrae di schiena mentre dipinge prendendo come riferimento una modella, mentre due apprendisti ricopiano dei gessi all'antica che ingombrano lo studio. Michiel Sweerts riteneva, come indica lo storico dell'arte Vitale Bloch, che "il disegno dai modelli antichi costituisse la base dell'educazione artistica e precedeva lo studio dal vero". L'artista era, secondo questo storico, diviso tra il desiderio di dipingere delle scene di genere movimentate e aneddotiche (alla maniera dei pittori fiamminghi) e delle scene più accademiche, in un ideale di bellezza che aveva trovato a Roma. Questo dipinto unisce allegramente queste due tendenze.